# SeaFrance

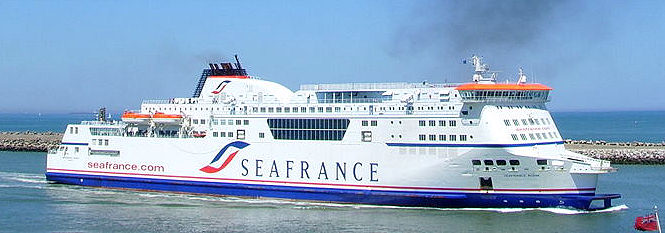
SeaFrance Rodin im Hafen von Calais (2008)

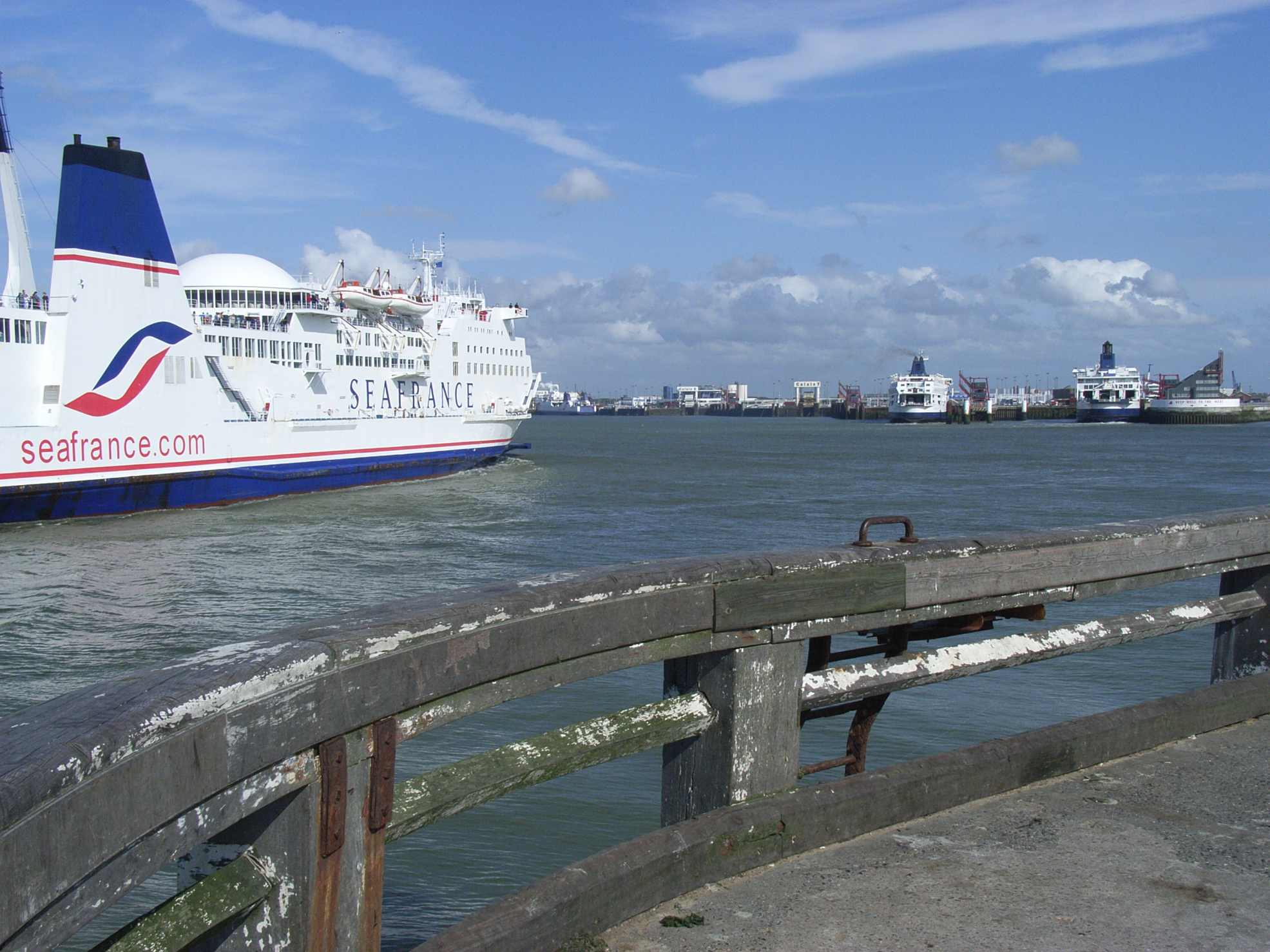
Einlaufen der SeaFrance Cézanne in Calais

SeaFrance war eine französische Reederei, die von 1996 bis 2011 eine Fährverbindung Calais–Dover zur Querung des Ärmelkanals betrieb.
Die Reederei war eine 100 %-Tochter der französischen Eisenbahngesellschaft SNCF. Mit 1700 Mitarbeitern war sie der größte Arbeitgeber der Stadt Calais. Nach eigenen Angaben führte sie mit sechs Schiffen bis zu 46 Überfahrten täglich durch.
Am 9. Januar 2012 verfügte das Handelsgericht in Paris die Liquidation des Unternehmens sowie die Beendigung von dessen Geschäftstätigkeit.

## Geschichte
SeaFrance begann seine Geschäftsaktivitäten zwischen Dover und Calais im Jahr 1996 nach der Beendigung einer Pooling-Vereinbarung mit Stena Sealink im Jahr 1995. Der Dienst begann zunächst mit zwei ehemaligen Sealink-Schiffen, die SeaFrance umfassend sanierte. Die ehemaligen Sealink-Eisenbahnfähren wurden als Frachtfähren weiterbetrieben. Später kam ein weiteres Schiff von Stena Line zur Flotte.
SeaFrance wurde nach P&O Ferries und vor ihren ehemaligen Partner Stena Line schnell der zweitgrößte Betreiber auf der Strecke Dover – Calais. SeaFrance übernahm 2001 das erste neue Schiff, die SeaFrance Rodin, die als schnellste Fähre die Route Dover – Calais bediente. 2005 wurde mit der SeaFrance Berlioz ein Schwesterschiff in Dienst gestellt.

### Restrukturierung
Ein Streik gegen Personalmangel blockierte zu Ostern 2010 drei Schiffe in Calais. Für die in harter Konkurrenz mit P&O und Eurotunnel stehende, finanziell angeschlagene Gesellschaft ein schwerer Schlag. Bereits 2009 platzte eine Fusion mit Brittany Ferries. Im September 2010 lehnten die Gewerkschaften eine Restrukturierung ab, da dabei 400 Arbeitsplätze verloren gegangen wären. Im Oktober 2010 wurde ein Sanierungsverfahren zur Abwendung des Konkurses eingeleitet, rund 700 Mitarbeiter wurden entlassen. Zwei Fährschiffe von SeaFrance waren seit längerem in Dunkerque (Dünkirchen) aufgelegt, ein drittes im Sommer 2010 an Stena verkauft. Am 4. Oktober 2010 bot SNCF SeaFrance in einer Anzeige in der Zeitung L’Echo zum Verkauf an.
Am 16. November 2011 stellte SeaFrance ihren Betrieb ein, um die Sicherheit von Passagieren und Besatzung gewährleisten zu können (einige Mitarbeiter waren so erbittert, dass sie mit Versenkung einer Fähre drohten). Das Pariser Handelsgericht hatte zuvor das Konkursverfahren eröffnet. Das Gericht erachtete zwei Übernahmeangebote, eines der Belegschaft, ein zweites unter Beteiligung der dänischen Reederei DFDS, für nicht ausreichend. SeaFrance solle bis zum 28. Januar 2012 aufgelöst werden.
Zu Beginn des Jahres 2012 hatte die französische Regierung ihren Widerstand gegen den Vorschlag der Gewerkschaften aufgegeben, dass die Belegschaft das Unternehmen durch eine Genossenschaft übernehmen soll, die mit deren Abfindungen finanziert werden soll. Das Unternehmen wurde dennoch liquidiert.
Im Sommer 2012 wurden die Schiffe Rodin, Berlioz und Nord Pas-de-Calais zusammen mit einigen Assets und Infrastruktureinrichtungen versteigert. Den Zuschlag erhielt Eurotunnel. Eurotunnel verchartert die Schiffe an eine Genossenschaft ehemaliger SeaFrance-Mitarbeiter, die unter dem Namen MyFerryLink bis 2016 eine neue Fährverbindung zwischen Dover und Calais betrieben. Der Verkehr wurde am 20. August 2012 zunächst mit Rodin und Berlioz eröffnet, die Nord Pas-de-Calais stieß am 28. November 2012 nach einer Werftüberholung für den Frachtverkehr dazu.

## Flotte

### Passagier- und Frachtfähren
- SeaFrance Renoir, Baujahr 1981 (2009 in Dünkirchen aufgelegt, 2011 in Alang verschrottet)
- SeaFrance Cézanne, Bj. 1980, Umbau 1990 (2009 in Dünkirchen aufgelegt, 2011 in Alang verschrottet)
- SeaFrance Rodin, Bj. 2001
- SeaFrance Molière, Bj. 2002
- SeaFrance Berlioz, Bj. 2005
- SeaFrance Manet, Bj. 1984
- Seafrance Monet, Bj. 1974

### Frachtfähren
- SeaFrance Nord Pas-de-Calais, Bj. 1987, lag nach Konkurseröffnung bis zum 11. Dezember 2011 in Dover